# Alchemilla antiropata
Alchemilla antiropata är en rosväxtart som beskrevs av S. E. Fröhner. Alchemilla antiropata ingår i släktet daggkåpor, och familjen rosväxter. Inga underarter finns listade i Catalogue of Life.